# Cacique Doble (Rio Grande do Sul)
Cacique Doble é um pequeno município brasileiro do estado do Rio Grande do Sul.

## História
O nome da cidade originou-se do cacique indígena Faustino Ferreira Doble (1798-1864), do povo Indígena caingangues. Cacique Doble caracteriza-se pela presença de um toldo Indígena com dois povos indígenas: caingangues e tupis-guaranis.
Faustino Ferreira Doble, chamado pelos índios caingangues de Iu-Tohaê, foi um dos grandes líderes daqueles indígenas. Faleceu em Lagoa Vermelha, no estado do Rio Grande do Sul, vítima de varíola, aos 64 anos. Foi sucedido por Jacinto Doble, mas o nome do município homenageia Eduardo Faustino Ferreira Doble, provavelmente neto do primeiro Doble citado.
Dentre as primeiras famílias indígenas que se instalaram em Cacique Doble faziam parte: os Ferreira Doble, Darfais. Malaquias, Maia, Grande, Péia, Da veiga, Manoel Antônio e Evaristo.
A colonização foi iniciada por volta de 1903, quando aqui chegaram as primeiras famílias de italianos, vindos de Caxias do Sul. Inicialmente vieram as famílias Carniel, Dal Moro, Silvestro e Madela. Nesta época vieram também, as famílias Borges e Siqueira.
O Brasão da cidade foi criado por 3 estudantes de Desenho da UPF em 1988: Acácia Orso, Belmira Casagrande Correa e Clecí Moreira de Oliveira.

## Geografia
Localiza-se a uma latitude 27º46'13" sul e a uma longitude 51º39'37" oeste, estando a uma altitude de 623 metros.

## Demografia
A população estimada em 2019 é de 5.065 habitantes, distribuídos numa área de 203,797 km².
Línguas:
- Kaingáng[5]